# فهرست مکان‌های برهنگی در آمریکای شمالی
در فهرست مکان‌های برهنگی در آمریکای شمالی نام مکان‌های برهنگی در آمریکایی شمالی که کاربری تفریحی دارند و عموماً توسط معتقدان به برهنه‌گرایی استفاده می‌شوند، آورده شده‌است.

## آنگوئیلا
در آنگوئیلا برهنگی غیرقانونی است.

## آنتیگوآ و باربودا
ساحل خلیج هاوکسبیل در آنتیگوآ

## باهاما
ناسائو مجوز آفتاب‌گرفتن برهنه را داد، ولی از ژانویه ۲۰۱۵ برهنگی در باهاما غیرقانونی است. این قانون در جزایر خصوصی پیگیری نمی‌شود.

## بلیز
برهنگی در بلیز غیرقانونی است اما خیلی از افراد برای آفتاب‌گرفتن به ساحل بوف می‌روند.

## کانادا

### بریتیش کلمبیا
برهنگی در بریتیش کلمبیا یک امر عمومی محسوب می‌شود.
1. پلاژ رک، در آمریکای شمالی سالانه صدها هزار نفر از آن دیدن می‌کنند.[۶]
2. پلاژ کرسنت رک، از ۲۰۰۶ آفتاب‌گرفتن به صورت برهنه در آن مجاز است.[۷]
3. ساحل شنی قرمز، نلسون
4. ساحل پنتیکتون[۸]
5. نقطه نیپل
6. ساحل خلیج تریبون کوچک[۹]
7. ساحل میسون فلاتس
8. دریاچه پریور
9. پارک ویتی لاگون
10. کمپ سل سانته
11. دریاچه گمشده، ویسلر[۱۰]

### آلبرتا
1. کاتان‌تیل، دوون، ادمونتون[۱۱]
2. کمپ هلیوس[۱۲]
3. کمپ سانی‌چینوکس[۱۳]
4. کمپ کالگاری[۱۴]

### ساسکاچوآن
پلاژ پارادایس

### نوآ اسکاتیا
پلاژ کریستال کرسنت در پارک ایالتی نزدیک سامبرو

### اونتاریو
برهنگی در سراسر اونتاریو قانونی است مگر اینکه توسط دولت ایالتی محدود شده باشد.
1. پارک خانوادگی اوکس
2. پلاژ بیج‌گرو، تورنتو
3. کمپ ایست‌هاون، اتاوا
4. اراضی آزادی در نزدیکی تاموورث[۱۵]
5. دریاچه جواهر در پارک ویلدرنس
6. جزیره هانلان
7. کمپ لکسون در اینوراری[۱۶]
8. پلاژ خصوصی پورت بورول در پارک ایالتی پورت بورول
9. پارک سانی گلادس در بوتول
10. پارک برهنگی سونوارد
11. ناحیه ترکی در پارک ایالتی
12. پارک ایالتی سنت‌بانک[۱۷]

### مانیتوبا
1. ساحل پاتریشیا در دریاچه وینپگ، مکان غیررسمی برهنگی
2. ساحل بیکونیا در دریاچه وینپگ، مکان غیررسمی برهنگی
3. پارک میراث طبیعت[۱۸]

### کبک
هیچ ساحل برهنگی رسمی در کبک وجود ندارد اما برهنگی تحمل می‌شود.
1. پارک ملی اوکا
2. دریاچه میچ در پارک گاتینهو
3. پلاژ دو لاک سیمون
4. رودخانه پالمر
5. پلاژ دو پارک دل لا پونته
6. پلاژ پونت دوفنس
7. پلاژ دو کاپوکس آویز

### جزیره پرنس ادوارد
ناحیه بلومینگ در پارک ملی پرنس ادوارد، ناحیه غیررسمی برهنگی

### نیو فوندلند
بندرگاه سربازان، یک ناحیه غیررسمی برهنگی در سنت جانز

## کاستاریکا
1. پلاژ مونته زوما[۲۰]
2. پلاژ پلایتاس[۲۱]
3. هتل ویلا کالتاس در پونتا آرناس[۲۲]

## کوبا
1. جزیره سانتا ماریا[۲۳]
2. جزیره لارگو
3. پلاژ لاچوچا اوکا[۲۴]
4. پیتو لارگو دل سور
5. پلاژ ال‌پیتو کورتو
6. پلاژ لس پمپس گراندس
7. لا ماریلا

## آنتیل فرانسه

### گوادلوپ
1. پلاژ کرون[۳]
2. پلاژ ترره[۳]

### مارتینیک
1. پلاژ تروباود[۳]
2. پلاژ دسالینس[۳]

### سنت بارتس
برهنگی در سنت بارتس امری رایج است.
1. پلاژ گووه‌نور[۳]
2. پلاژ سالین[۳]

### سنت مارتین
1. کمپ و پلاژ اورینت[۳]
2. کوپه‌کوی[۳]
3. ساحل خلیج هپی[۳]
4. پلاژ روی[۳]

## گرانادا
1. پلاژ سن دالس[۲۵]
2. لالونا در سنت جورج

## جامائیکا
1. ساحل خلیج بریز رانوی
2. متل عشق نگریل
3. متل عشق سان‌سوزی
4. هتل تاور ایسلی
5. هتل هودونیزم در نگریل
6. کلبه‌های تفریحی در نگریل
7. هتل بی‌نظیر خلیج مونتگو
8. هتل سندلز رویال کارائیب
9. ساحل هفت مایلی در نگریل
10. هتل تلألو خورشید خلیج مونتگو
11. لان پارک
12. مجتمع تفریحی گراند باهیا پرنسیب

## مکزیک
برهنگی تنها در پلاژ زیپولیته قانونی است و در جاهای دیگر پلیس با آن به شدت برخورد می‌کند. در پلاژ دی کارمن برهنگی قانونی نیست ولی برهنگی نسبت به سایر نقاط تحمل می‌شود.

## آنتیل هلند
1. پلاژ سوربون
2. پارک ملی کوروسائو[۲۷]

## پاناما
جزیره کنتادورا در مجمع‌الجزایر پیرل

## سنت لوسیا
کمپ لادرا

## ایالات متحده آمریکا

### آلاباما
1. دره بریف کریک در کمپ استیل
2. پارک ژیمناستیک ویتا[۲۸]
3. کمپ بهاری کریک
4. کمپ صخره جنوبی در ساند راک
5. خلیج باره در سالم

### آلاسکا
برهنگی در سرتاسر آلاسکا غیرقانونی است.

### آریزونا
1. کمپ ویرا ویستا[۲۹]
2. شانگری لا رنچ[۳۰]
3. غار کریک[۳۱]
4. کمپ واله دا ویستاس
5. کمپ بهاری ال‌دورادو[۳۲]
6. مجیک سیرکل در کوارتزسایت[۳۳]
7. هتل ویلا رویال در فونیکس[۳۴]

### آرکانزاس
در آرکانزاس برهنگی در مقابل جنس مخالف غیرقانونی است برهنگان تنها در برابر همجنس خود می‌توانند برهنه شوند.
1. کمپ دره مغناطیس[۳۶]

### کالیفرنیا
1. کمپ سکوینس در کاسترو ولی
2. کمپ بهاری دی‌آنزا
3. رودخانه آمریکا در حدود بزرگراه ۴۹
4. پلاژ بیکر[۳۷]
5. پلاژ کالج کوی در ترینیداد
6. کمپ بهاری کیوی (برهنگی در جاده خرجی کمپ قانونی نیست)
7. دره سالی قسمتی از پارک ملی دره مرگ
8. کمپ بهاری هاربین این مرکز به دلیل بازسازی آتش‌سوزی‌های سال ۲۰۱۵ بسته شد.
9. پارک جنگلی آریو، لس آنجلس[۳۸]
10. پلاژ رد راک
11. آبگیر لیتل هات کریک در ماموت لیکس
12. پلاژ زومودوسکی
13. پارک ایالتی گاراپاتا
14. پارک ایالتی مارینا
15. خانه میدرلاک[۳۹]
16. رودخانه یوبای جنوبی
17. پلاژ سن اونفره
18. کمپ بهاری آناهاتا
19. چشمه‌های آب گرم دزرت هات اسپرینگز[۴۰]
20. مرکز تفریحی گلن ادن در کورونا
21. هتل‌های الماس در کورونا
22. هتل دسرت سان ریزورت در پالم اسرینگز
23. هتل سیا مونتین لوکسوری در دزرت هات اسپرینگز[۴۱]
24. کمپ لوگانا دل سول در ویلتون
25. منطقه دیپ کریک هات اسپرینگز
26. کمپ الویه دل رنچ[۴۲]
27. کمپ سیلور ولی سان
28. پلاژ سیاهان در لاجولا، بزرگترین پلاژ برهنگی در ایالات متحده آمریکا
29. پلاژ سن انوفر[۴۳]
30. کمپ بهاری دآنزا در جاکومبا
31. پلاژ بیکر در پارک ملی سانفرانسیسکو
32. لندز اِند در پارک ملی گلدن گیت[۴۴]
33. سانفرانسیسکو در آنجا تنها برهنگی زنان مجاز است.[۴۵]
34. پلاژ سن جورجوریو قدیمی‌ترین پلاژ برهنه ایالات متحده آمریکا
35. پلاژ شیطان[۴۶]
36. پلاژ بیتس در کارینتریا
37. پلاژ مور مسا
38. کمپ لوپین لودژ در سیلیکون ولی
39. پلاژ لاگونا کریک
40. پلاژ بونی دون
41. سانتاکروز در مناطق ساحلی مأموران پلیس اقدامی نمی‌کنند.
42. رودخانه روسیه

### کلرادو
برهنگی در شهرهای دنور، فورت‌کالینز و بولدر تحمل می‌شود.
1. مانتین ایر رنچ در ایندیان هیلز
2. کمپ بهاری اُرویس
3. Stark! OMG
4. مخزن آبی بولدر
5. کمپ اورینت لند تراست در سن لوئیس ولی[۴۸]
6. کمپ بهاری استراوبری[۴۹]
7. پارک دره رؤیایی در بولدر
8. چشمه‌های آب‌گرم ریف هات اسپرینگز در فلورانس[۵۰]
9. داکوتا هات اسپرینگر در پنروز
10. رستوران و سالن عروسی ودگوود در بولدر
11. گروه برهنگی سوجاتیسم

### کنتیکت
1. سان ریدج[۵۱]
2. کمپ تعطیلات سولیر[۵۲]

### فلوریدا
1. پلاژ آپولو در دریاچه کاناورال[۵۳]
2. پلاژ بلیند کریک
3. پلاژ گلف استریم
4. پلاژ بوکاچیکا در کی‌وست
5. کمپ کالینته تمپا
6. کمپ دیوید در نزدیکی اینورنس
7. وود آر وی
8. کمپ ادن آر وی
9. پلاژ و پارک ساحلی هول‌اُور در میامی
10. جزایر دریاچه‌های لند او لکیس
11. کی‌وست در صورت داشتن مجوز
12. دریاچه کومو[۵۴]
13. دریاچه لیندا
14. کمپ اوسیس
15. دریاچه‌های پارادایس[۵۵]
16. کمپ پارادیس پین[۵۶]
17. پلاژ پلایا بیندا در پارک ملی کاناورال
18. کمپ رایوربوت در دریاچه‌های لند او لکیس
19. کمپ ریورا
20. کمپ سوئیمیل مخصوص همجنسگرایان
21. میامی ساحل جنوبی[۵۷]
22. کمپ سانی ساند در پیرسون
23. پارک ملی فلوریدا
24. سوونی ولی
25. باغ‌های ورزشی پالم بیج
26. کمپ بهاری ویتامبی
27. پارک وودز آر وی

### جورجیا
1. پارک بلیکرز در میسویل[۵۸]
2. رودخانه هیدن[۵۸]
3. پارک مانتین کریک گرو[۵۸]
4. پارک طبیعت وودز در دارین
5. کمپ پاردایس ولی در داوسونویل
6. پارک سرندپیتی در کلولند[۵۸]
7. الیجی شرقی[۵۹]

### هاوایی
1. پلاژ دانکی در کائوآئی[۶۰]
2. پلاژ کهنا در پونا، هاوایی
3. پلاژ لارسن در کائوآئی
4. ساحل پارک ملی ماکنا، هاوایی
5. پلاژ سرخ در مونی
6. پلاژ کائوپیا
7. پلاژ مسلخ
8. باغ گیاهشناسی هاوایی در پونا، هاوایی

### آیداهو
1. پارک سان میدو در وورلی[۶۱]
2. کمپ جری جانسون
3. چشمه‌های آب گرم گلدباگ

### ایلی‌نویز
1. پارک ایالتی ایلی‌نویز
2. پارک دریاچه آبی

### ایندیانا
1. منطقه حفاظت شده طبیعت ما
2. پارک دریک رودج روستیک
3. کمپ فرن هیل در بلومینگتون
4. دریاچه او وودز در والپیرایسو
5. کمپ پاندروسا سان
6. کمپ سان شاور کانتری در سنترویل
7. پارک سانی مقدس در گرانگر
8. کمپ سونا اورا

### آیووا
هیچ مکان برهنگی در ایالت آیووا وجود ندارد.

### کانزاس
1. کمپ ژیا در مک‌لووت، کانزاس
2. دریاچه ادون در توپیکا
3. پیریاری هیون
4. کمپ ساندی لان در هوتچینسون

### کنتاکی
1. کمپ کیانا در لوئیزویل
2. کمپ بلوگرس در نیکلاسویل
3. کمپ گی کنتاکیانا در فرانکفورت

### لوئیزیانا
پارک ایندیانا هیلز در اسلایدل

### مین
برهنگی زنان در سراسر ایالت مین قانونی است به شرطی که اندام تناسلی خود را در معرض عموم به نمایش ندهند.
1. توئین پوند لودژ در واترویل
2. جنگل شروود
3. پلاژ آفتابی در آگوستا
4. پارک لیکوود
5. سونا ریچموند[۶۴]

### مریلند
1. کمپ رامبلوود در دارلینگتون
2. کمپ جامعه سلامت مریلند در دیویدسونویل
3. کمپ اتحادیه درخت کاج در کراونسویل

### ماساچوست
1. مارستون مایلز
2. پروینستون[۶۵]
3. ترورو و پلاژ لانگنوک
4. رودخانه و جنگل ایالتی وست‌فیلد
5. رودخانه سبز در برینگتون بزرگ
6. سد وست‌فیلد
7. هنکاک[۶۶]
8. نانتاکت
9. پلاژ آکوینا
10. پلاژ لوسی وینسنت
11. MVBoat مؤسسه که جواز برهنگی برای سفر ارائه می‌دهد.

### میشیگان
1. کمپ نوآنس در بتل کریک[۶۷]
2. دریاچه تورتل در آنیون‌سیتی[۶۸]
3. پارک نورت‌هاون در بروکلین
4. پارک چری لانه در نورت آدامز[۶۹]
5. کمپ جنگلی هیل در ساراناک
6. کمپ اسپوروس هالاو در مسیک
7. کمپ ویسپیرنگ اوکس در آکسفورد[۷۰]

### مینه‌سوتا
1. کمپ آواتان در ایست بتل[۷۱]
2. اوکوود در مینیاپولیس سنت پائول[۷۲]
3. تو کریکس[۷۳]

### می‌سی‌سی‌پی
1. جزیره وست‌شیپ در گالف‌پورت
2. ساندی‌بارس در مورس پوینت
3. کلینیکی در لانگ بیچ

### میزوری
1. کمپ دره کاکتوس در آوا
2. کمپ چهل هکتاری در نزدیکی طاق دروازه قرار دارد.[۷۴]
3. کمپ زمین‌ها را به من نشان بده در استور[۷۵]

### نوادا
1. دریاچه تاهو[۷۶]
2. برنینگ من
3. د میراژ[۷۷]
4. بلو من[۷۸]
5. لاس وگاس شمال غرب این شهر برهنگی مجاز است ولی هوسرانی مجاز نیست. ورود کودکان به این قسمت از شهر به دلیل قانونی ممنوع است.
6. مجتمع پارتی برهنگان لاس وگاس

### نیوهمپشایر
1. کمپ و روستای سدر واترز[۷۹]

### نیوجرسی
1. پارک راک لودژ
2. پلاژ گانیسون در ساندی‌هوک[۸۰]
3. پلاژ غروب آفتاب
4. کمپ اسکای فارم[۸۱]
5. کمپ گودلند

### نیو مکزیکو
1. مجتمع ده‌هزار امواج در سانتافه[۸۲]
2. کمپ فایوود در دمینگ[۸۳]
3. محدوده برهنگان در کایوتی[۸۴]

### نیویورک
1. آلیس‌فالز در کیسویل
2. اسکینی دیپ فالز
3. بونیتا در کندور
4. پلاژ چری گرو[۸۵] مخصوص همجنسگرایان مرد
5. کاکسینگ کیل استریم در موهونک
6. استونی کیل فالز در موهونک
7. کمپ امپراتوری مقدس در موراویا[۸۶]
8. فول تان سان در اسپراکرز[۸۷]
9. جونیپروود در کاتسکیل[۸۸]
10. پلاژ لایت‌هاوس
11. پوترزفیلز در ایتاکا
12. استپ پوند در ویلسون[۸۹]
13. هتل کلونیال‌هاوس[۹۰]

### کارولینا شمالی
1. ویسپیرینگ پین در جزیره بیرد
2. بار رنچ ریدزویل
3. جزیره پیا در کیپ‌هاتراس

### اوهایو
1. گرین ولی[۹۱]
2. باغ‌های بهشتی در سین‌سیناتی[۹۲]
3. سدر ترلز در پیبلز[۹۳]
4. چشمه‌های آب گرم دیتون
5. هیلدز هیون در اتاوی
6. کلیولند بخش ساحلی
7. دریاچه بزرگ سانسیکرز
8. آلپاین در میلرزبورگ
9. موزه تاریخ طبیعت کلیولند

### اوکلاهاما
1. پارک اوکلاک تریلز در دپیو[۹۴]
2. پارک مخفیگاه برهنگان در اوسیج

### اورگن
برهنگی در ایالت اورگن به شرطی که ایجاد هیجان جنسی نکند قانونی است. شهرهای مهم پورتلند، یوجین، اشلند، هپی ولی برهنگی در برابر نابالغین را ممنوع کرده‌است.
1. کمپ ویلماتنز در اسپرینگفیلد
2. پارک ایالتی روسترراک
3. پلاژ کالین در جزیره ساوی
4. دریاچه بار در نزدیکی دریاچه هاوارد پیرایری
5. کمپ داغ بهاری باگبی
6. کمپ داغ بهاری آمپکوآ
7. کمپ داغ بهاری بریتین بوش
8. جزیره گلسبار
9. کمپ داغ بهاری ترویلیگر
10. پارک کوهستانی خورشید
11. پارک مک‌برید
12. آژانس مسافرتی آلپن‌گلاو
13. مرکز سلامتی عمومی مشترک

### پنسیلوانیا
1. کمپ وودز در لایتون[۹۶]
2. H.A.N.G. در هریسبرگ
3. PSHS Inc. در موهنتون[۹۷]
4. پارک طبیعت آفتابی در پالمرتون[۹۸]
5. وست‌پن[۹۹]
6. وایت ثورن لودژ در پیتزبورگ[۱۰۰]
7. کمپ پن مار در وارفوردسبورگ[۱۰۱]
8. بیچوود در لایتون[۱۰۲]
9. کمپ اونیدا در نیو میلفورد[۱۰۳]

### رودایلند
1. کمپ دایر وودز در فاستر
2. پلاژ جزیره سیاه
3. موهگان بلوف در جزیره سیاه

### کارولینای جنوبی
1. پناهگاه برهنگان کارولینا در چسنی
  1. پارک سدر کریک در لزویل
2. مرکز سلامتی سونیر در گرانیتویل
3. پارک طبیعت مسافر در هاپکینز

### تنسی
1. کوه اسموکی در ناکسویل[۱۰۴]
2. کمپ ادون هیل در کلینتون
3. کمپ کن تن در مکنزی
4. پارک مرکزی تنسی در نشویل[۱۰۵]
5. راک هاون لودژ در مورفوریسبورو
6. سه شهر در جانسون سیتی[۱۰۶]
7. پارک جنوب‌شرقی تنسی در چاتانوگا[۱۰۷]
8. پاندورا در کروسویل

### تگزاس
1. استخر بارتون اسپرنگز در آستین
2. پارک هیپی‌هالاو[۱۰۸]
3. های‌آیند
4. جزیره پادره جنوبی
5. سن لوئیس پاس در گالوستون

### ورمونت
در ایالت ورمانت قانونی بودن یا غیرقانونی بودن آن توسط عوامل شهرداری و مقامات ایالتی تعیین می‌شود برای مثال در شهر برلینگتون برهنگی در پارک‌های عمومی ممنوع است اما در شهر ممنوع نیست.
1. خانه گارگوئیله[۱۰۹]
2. آبوتس گلن در هالیفکس[۱۱۰]
3. پارک کانورتری در میلتون[۱۱۱]
4. سد هارمین[۱۱۲]
5. چند مکان برهنگی خصوصی در رودخانه غرب در دالمرستون
6. رودخانه راک در مسیر بزرگراه ۳۰[۱۱۳]
7. پارک صخره سرخ در ساوت بورلینگتون[۱۱۴]
8. پلاژ استار فارم[۱۱۵]
9. جزیره نایت در دریاچه چامپلین[۱۱۶]
10. جنوب غرب دریاچه ویولوبی

### ویرجینیا
1. وایت تایل در آیور[۱۱۷]
2. رودخانه آنا شمالی در روتر گلن

### واشینگتن
1. پارک مگنوسون در سیاتل
2. پارک واشینگتن در سیاتل
3. پارک دیسکاوری در سیاتل
4. پارک دنی بلین در سیاتل
5. دریاچه برانسون در سیاتل[۱۱۸]
6. کمپ تعطیلات مثلث در ۲۱ مایلی گرانیت فالز[۱۱۹]

### ویرجینیا غربی
- پارک آوالون[۱۲۰]

### ویسکانسین
1. باغ طبیعت در هارتفورد[۱۲۱]
2. پلاژ مازو در رودخانه ویسکانسین
3. کمپ تفریحی ولی ویو در کمبریج[۱۲۲]
4. کمپ سان ری هیل در بارلینگتون[۱۲۳]
5. باغ‌های برهنگی آئورا در نورت‌فیلد[۱۲۴]
6. کمپ NCN، در این کمپ علاوه بر برهنگی، سکس آزاد است.
7. کمپ سدر هیلز در مازومانیه